# Gutenberg (månekrater)
Gutenberg er et nedslagskrater på Månen. Det befinder sig på den østlige del af Månens forside og er opkaldt efter den tyske opfinder Johann Gutenberg (ca. 1398-1468).
Navnet blev officielt tildelt af den Internationale Astronomiske Union (IAU) i 1935. 

## Omgivelser
Gutenbergkrateret ligger langs den vestlige rand af Mare Fecunditatis. Sydøst for krateret ligger Gocleniuskrateret, og sydøst for Magelhaens- og Colombo-kraterne. I retning vest-sydvest ligger Gaudibertkrateret over Montes Pyrenaeus-bjergene, som strækker sig mod syd fra Gutenberg.

## Karakteristika
Gutenbergs kraterrand er nedslidt og eroderet, først og fremmest mod øst, hvor den er brudt af det overlappende krater Gutenberg E. Dette krater har igen åbninger i sin sydøstlige og sydlige rand, hvilket skaber en passage til maret mod øst. Der er også kløfter og dale i den sydlige del af randen, hvor den slutter sig til Gutenberg C. Det lille Gutenberg A-krater trænger ind i randen mod sydvest.
Kraterbunden i Gutenberg og Gutenberg E er blevet oversvømmet af lava, hvilket har gjort den til en ret flad slette. Denne overflade er brudt mod nordøst af et par kløfter, som udgør en del af Rimae Goclenius, og som strækker sig mod nordvest fra Goclenius-området. Den centrale top i Gutenberg er en halvcirkel af bakker, som træder mest frem mod syd, og hvis konkave del er åben mod øst. Der er ikke småkratere af betydning i kraterets bund.

## Satellitkratere
De kratere, som kaldes satellitter, er små kratere beliggende i eller nær hovedkrateret. Deres dannelse er sædvanligvis sket uafhængigt af dette, men de får samme navn som hovedkrateret med tilføjelse af et stort bogstav. På kort over Månen er det en konvention at identificere dem ved at placere dette bogstav på den side af satellitkraterets midte, som ligger nærmest hovedkrateret. Gutenbergkrateret har følgende satellitkratere:
| Gutenberg | Længde  | Bredde  | Diameter |
| --------- | ------- | ------- | -------- |
| A         | 9,0° S  | 39,9° Ø | 15 km    |
| B         | 9,1° S  | 38,3° Ø | 15 km    |
| C         | 10,0° S | 41,1° Ø | 45 km    |
| D         | 10,9° S | 42,8° Ø | 20 km    |
| E         | 8,2° S  | 42,4° Ø | 28 km    |
| F         | 10,2° S | 42,6° Ø | 8 km     |
| G         | 6,0° S  | 40,0° Ø | 32 km    |
| H         | 6,7° S  | 39,0° Ø | 5 km     |
| K         | 7,2° S  | 40,8° Ø | 6 km     |

## Måneatlas
- Billeder af Gutenbergkrateret i LPI-måneatlasset
- USGS-kort